# Хе Шаоцзі
Хе Шаоцзі (*何紹基, 1799 —1873) — китайський поет, каліграф та художник часів династії Цін.

## Життєпис
Походив із впливової родини вчених. Народився у м. Дао в провінції Хунань. Син Хе Лінханя, міністра провінційного уряду. Здобув гарну освіту. У 1835 році успішно склав провінційні іспити, а у 1836 році успішно склав імператорський іспит та отримав вище вчене звання цзіньши. Того ж року зараховується до імператорської академії Ханлінь. Вслід за цим призначається до палацової палати друку (Уіндянь).
У 1852 році призначається очіником вищої школи при уряді провінції Сичуаня, проте того ж року в результаті наклепу Хе Шаоцзі звільняють. Після цього був приватним викладачем у Цзінані, Чанша. Помер у м. Сучжоу (провінція Цзянсу) 1873 році.

## Творчість
Своїми вчителями в поезії Хе Шаоцзі називав Лі Бо, Ду Фу, Хань Юя і Су Ши. Ближче всіх йому був Хуан Тінцзянь, що уособлював в його уявленні ідеал поета і каліграфа. У творчості йому найбільше не подобалася вульгарність. Свідома установка на соціальну індиферентність творчості обмежувала тематику його віршів. Він любив складати віршовані написи до знаменитих картин, обмінюватися віршованими посланнями з друзями, знаходив натхненні слова, щоб оспівати мистецтво каліграфії.
Важливе місце в його творчості займала пейзажна лірика. Особлива пристрасть Хе Шаоцзі відчував до гірських пейзажів (вірші «Люблю гори», «Малюю гори», «Піднімаюся на гору Хуа», «Прогулянка на гору Сун»). Багато віршів поета навіяні відвідуванням стародавніх столиць (« Піднімаюся на міську вежу у Лояні»), уславлених храмів, місць, пов'язаних з іменами видатних поетів.